# L'Amour en six jours
L'Amour en six jours (titre en néerlandais : Liefde in zes dagen) est un film belge réalisé par Émile-Georges De Meyst et Georges Moussiaux, sorti en 1934.

## Fiche technique
- Titre original : L'Amour en six jours
- Titre en néerlandais : Liefde in zes dagen
- Réalisation : Émile-Georges De Meyst et Georges Moussiaux
- Scénario : Georges de Bioul
- Musique : Géo Falcq et Georges Hannau
- Directeur de la photographie : Maurice De Witte, J.A. Lucas Villerbue
- Ingénieur du son : M. Reitberger
- Production : Les Films Émile Buhot
- Producteur : Émile Buhot
- Pays d'origine :  Belgique
- Durée : 82 minutes
- Format : Noir et blanc  - 1,37:1 - Mono
- Date de sortie :   France : 27 juillet 1934

## Distribution
- Léa Anselme
- Arnael
- Anita Chenal
- Dangelys
- Éliane de Creus
- Albert Duvaleix
- Fageol
- Farineau
- Ferny
- Féraldy
- Anthony Gildès
- Loulou Girardo
- Albert Joubert
- Nokey May
- Simonne Revyl
- José Sergy